# Lijst van spelers van FC Kopenhagen
Deze lijst omvat voetballers die bij de Deense voetbalclub FC Kopenhagen spelen of gespeeld hebben. De namen van de spelers zijn alfabetisch gerangschikt.

## A
- Mads Aaquist
- Mustafa Abdellaoue
- Johan Absalonsen
- Fanendo Adi
- Aílton
- Jacob Albrechtsen
- Martin Albrechtsen
- Marcus Allbäck
- Danny Amankwaa
- Tomas Antonelius
- Mikael Antonsson
- Micheil Asjvetia

## B
- Jesper Bech
- Nicklas Bendtner
- Pierre Bengtsson
- André Bergdølmo
- Fredrik Berglund
- Martin Bergvold
- Martin Bernburg
- Morten Bertolt
- Kenneth Birkedal
- Martin Birn
- Morten Bisgaard
- Anders Bjerre
- Christian Bolaños
- Daniel Braaten
- Jeppe Brandrup
- Harald Brattbakk
- Algimantas Briaunis

## C
- Kim Christensen
- Jesper Christiansen
- Peter Christiansen
- Claudemir
- Clement Cliford
- Nathan Coe
- Andreas Cornelius

## D
- Thomas Delaney
- Pape Diouf
- Steve De Ridder

## F
- Morten Falch
- Jamil Fearrington
- Heine Fernandez
- Brian Flies
- Per Frandsen
- Søren Frederiksen
- Carsten Fredgaard

## G
- Benny Gall
- Cristian Gamboa
- Thomas Gill
- Michael Giolbas
- Rúrik Gíslason
- Bjarne Goldbæk
- Giorgi Gotsjoleisjvili
- Michael Gravgaard
- Christian Grindheim
- Jesper Grønkjær

## H
- Carsten Hallum
- Brede Hangeland
- Nikolaj Hansen
- Peter Hansen
- Stefan Hansen
- Piotr Haren
- Steffen Hartmann
- Elrio van Heerden
- Carsten Hemmingsen
- Tom Høgli
- Jos Hooiveld
- Magne Hoseth
- Casper Højer
- Atiba Hutchinson

## I
- Peter Ijeh

## J
- Lars Jacobsen
- Michael Jakobsen
- Carsten Jensen
- Daniel Jensen
- Danni Jensen
- Jakob Busk Jensen
- Jørgen Juul Jensen
- Kenneth Jensen
- Niclas Jensen
- Martin Johansen
- Michael Johansen
- Todi Jónsson
- José Junior
- Nicolai Jørgensen

## K
- Brian Kaus
- Magnus Kihlstedt
- Vitus Kofoed
- Thomas Kristensen
- William Kvist

## L
- Henrik Larsen
- Martin Larsen
- Pierre Larsen
- Peter Larsson
- Brian Laudrup
- Mads Laudrup
- Jacob Laursen
- Ulrik Laursen
- Tobias Linderoth
- Christian Lønstrup
- Henrik Lykke
- Søren Lyng

## M
- Kim Madsen
- Michael Manniche
- Georg Margreitter
- Olof Mellberg
- Kim Mikkelsen
- Peter Møller
- Thomas Myhre
- Erik Mykland

## N
- Dame N'Doye
- Jacob Neestrup
- Victor Nelsson
- Allan Nielsen
- Claus Nielsen
- David Nielsen
- Ivan Nielsen
- Lars Højer Nielsen
- Martin Nielsen
- Michael Nielsen
- Morten Nielsen
- Peter Nielsen
- Antti Niemi
- Morten Nordstrand
- Hjalte Nørregaard

## O
- Sölvi Ottesen
- Bryan Oviedo
- Saban Özdogan

## P
- Rune Pedersen
- Kenneth Pérez
- Sladan Peric
- Morten Petersen
- Palle Petersen
- René Petersen
- Jörgen Pettersson
- Torben Piechnik
- Razak Pimpong
- Zdeněk Pospěch
- Christian Poulsen
- Per Poulsen
- Marvin Pourie
- William Prunier
- Martin Pušić

## Q
- Lasse Qvist

## R
- Balázs Rabóczki
- Brian Rasmussen
- Christoffer Remmer
- Thomas Risum
- Mark Robins
- Urmas Rooba
- Thomas Røll
- Mathew Ryan
- Thomas Rytter

## S
- Janne Saarinen
- César Santin
- Alvaro Santos
- Thomas Schønnemann
- Mate Šestan
- Ragnar Sigurðsson
- Michael Silberbauer
- Pascal Simpson
- Libor Sionko
- Ståle Solbakken
- Jesper Sørensen
- Kris Stadsgaard
- Michael Stensgaard
- Mark Strudal
- Sebastian Svård
- Bo Svensson
- Jacob Svinggaard

## T
- René Tengstedt
- Dan Thomassen
- Johnny Thomsen
- Thomas Thorninger
- Kenny Thorup
- Ole Tobiasen
- Youssef Toutouh
- Christian Traoré
- Diego Tur

## U
- Iørn Uldbjerg

## V
- Donatas Vencevicius
- Igor Vetokele
- Thomas Villadsen
- Martin Vingaard

## W
- W Nicolai Wael
- Kenneth Wegner
- Oscar Wendt
- Mads Westh
- Johan Wiland
- Mikkel Wohlegemuth
- Rasmus Würtz

## Z
- Zanka
- Karim Zaza
- Bora Živković
- Kenneth Zohore
- Sibusiso Zuma